# Ligroína

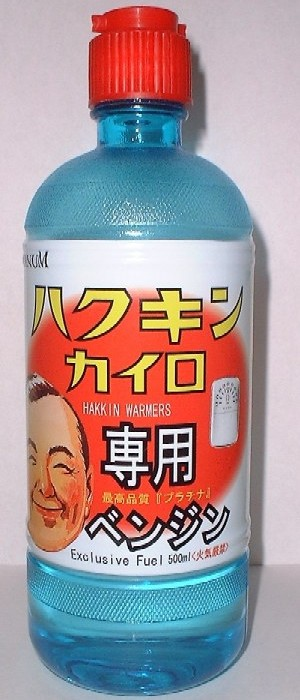
Productos petrolíferos

La ligroína es la fracción del petróleo que consiste principalmente en hidrocarburos C 7 y C 8 y que hierve en el rango de 90 a 140 °C (194 a 284 °F). La fracción también se llama nafta pesada.  La ligroína se utiliza como disolvente de laboratorio. Los productos con el nombre de ligroína pueden tener rangos de ebullición tan bajos como 60-80 °C y pueden denominarse nafta ligera.
El nombre ligroína (o ligroíne o ligroïne ) apareció ya en 1866.

## Estándares
A la ligroína se asigna el número de registro CAS 8032-32-4, que también se aplica a muchos otros productos, particularmente a los de bajo punto de ebullición, llamados alcohol de petróleo, éter de petróleo y bencina de petróleo .

## Uso como combustible
La ligroína se utilizó para repostar el primer automóvil de producción del mundo, el Benz Patent-Motorwagen, en un viaje de larga distancia entre Mannheim y Pforzheim. Bertha Benz añadió ligroína al vehículo en una farmacia de Wiesloch, convirtiéndolo en la primera estación de servicio de la historia.
El primer motor diésel funcional también podría funcionar con ligroína.